# Nilpotència
En matemàtiques, un element x d'un anell R es diu que és nilpotent si existeix algun enter positiu n tal que xn = 0.

## Exemples
- Aquesta definició pot ser aplicada en particular a matrius quadrades. La matriu

{\displaystyle A={\begin{pmatrix}0&1&0\\0&0&1\\0&0&0\end{pmatrix}}}
és nilpotent, ja que A3 = 0. Veure matriu nilpotent per a més informació.
- En l'anell factorial Z/9Z, la classe del 3 és nilpotent, ja que 3² és congruent amb 0 mòdul 9.

- Suposem que dos elements a,b d'un anell no commutatiu R satisfan ab=0. Aleshores, l'element c=ba és nilpotent (si és no nul), ja que c²=(ba)²=b(ab)a=0. Un exemple amb matrius és:

{\displaystyle A_{1}={\begin{pmatrix}0&1\\0&1\end{pmatrix}},\;\;A_{2}={\begin{pmatrix}0&1\\0&0\end{pmatrix}}\ .}
Es pot veure que {\displaystyle A_{1}A_{2}=0,\;A_{2}A_{1}=A_{2}}.

## Propietats
Cap element nilpotent pot ser una unitat (excepte en l'anell trivial {0} en el que únicament existeix un únic element 0 = 1). Tots els elements nilpotents són divisors de zero.
Una matriu quadrada n dimensional A amb elements en un cos és nilpotent si i només si el seu polinomi característic és Tn, la qual cosa succeeix si i només si An = 0.
Els elements nilpotents d'un anell commutatiu formen un ideal; aquest fet és conseqüència del teorema del binomi. Aquest ideal és el nilradical de l'anell. Cada element nilpotent d'un anell commutatiu està contingut en tot ideal primer de l'anell, i de fet la intersecció de tots els anells primers és el nilradical.
Si x és nilpotent, aleshores 1 − x és una unitat, ja que xn = 0 implica
(1 − x) (1 + x + x² + ... + xn−1) = 1 − xn = 1 i (1 + x + x² + ... + xn−1)(1 − x) = 1 − xn = 1.

## Nilpotència en física
Un operador {\displaystyle Q} que satisfà {\displaystyle Q^{2}=0} és nilpotent. El BRST charge és un exemple molt important en física.
Com que els operadors lineals formen una àlgebra associativa i, per tant, un anell, aquest és un cas especial de la definició inicial. En general, des del punt de vista de la definició anterior, un operador Q és nilpotent si existeix n∈N tal que Qn=o (la funció zero). Per tant, una aplicació lineal és nilpotent si i només si està definida per una matriu nilpotent en alguna base. Un altre exemple és la derivada exterior (una altra vegada amb n=2). Ambdues estan relacionades, a través de la supersimetria i la teoria de Morse, com va ser provat per Edward Witten.
El camp electromagnètic d'una ona plana sense fonts és nilpotent quan s'expressa en el llenguatge de l'àlgebra de l'espai fisic.